# Klingen (Bieberehren)
Klingen (früher auch Klingenstein genannt) ist ein Gemeindeteil der Gemeinde Bieberehren im unterfränkischen Landkreis Würzburg in Bayern.

## Geografische Lage
Das Kirchdorf Klingen liegt im äußersten Süden des Gemeindegebietes von Bieberehren an der Tauber. Es ist der südlichste Ort in Unterfranken. Nördlich befindet sich Bieberehren. Klingen ist mit der Staatsstraße St 2268, die dort ein Teil der Romantischen Straße ist, mit dem Gemeindesitz verbunden. Im Osten und im Süden beginnt das Gebiet von Creglingen im baden-württembergischen Main-Tauber-Kreis. Der Westen wird vom Bürgerwald von Röttingen eingenommen.

## Geschichte
Die Geschichte von Klingen ist eng mit der Burg Klingenstein verbunden, die südlich des Ortes lag. Die Burg wurde im 13. Jahrhundert erbaut und während des Deutschen Bauernkrieges niedergebrannt. Der Burgstall wird als Bodendenkmal geführt. Wie die anderen Gemeindeteile von Bieberehren gehörte das Dorf lange Zeit zum Amt Reichelsberg der Herren von Hohenlohe-Brauneck. Klingen ist überwiegend lutherisch, dort befindet sich  seit 1883 die katholische Filialkirche von Bieberehren.

## Kultur und Sehenswürdigkeiten

### Baudenkmäler
Die katholische Filialkirche St. Georg bildet noch den Mittelpunkt des Dorfes. Der Saalbau mit eingezogenem Chor und südlichem Dachreiter besitzt einen markanten Spitzhelm. Mehrere Bildstöcke prägen das Ortsbild. Das älteste dieser Kleindenkmäler entstammt der Zeit der Gegenreformation im Hochstift Würzburg und kam im 15. Jahrhundert nach Klingen. Die meisten Objekte wurden im 19. Jahrhundert aufgestellt.

### Rad- und Wanderwege
Klingen liegt am Taubertalradweg.